# Fabbrica d'armi del Lamberti
La Regia fonderia Cannonum Civitatis Stili o Fabbrica d'armi del Lamberti fu costruita nel 1746 lungo la fiumara Assi, allora nel territorio del comune di Stilo in Calabria da Giuseppe Lamberti. Era la seconda fabbrica d'armi del regno borbonico.

## Storia
La fabbrica avrebbe dovuto produrre 70 cannoni in ferro di grosso calibro e 45 di piccolo ogni anno che però non riusciva a fornire per motivi tecnici e di gestione.
Nel 1752, la fabbrica del Lamberti fallì.
Da questo fallimento scaturì l'interesse per i reali nella realizzazione di un grande centro siderurgico: il complesso siderurgico di Mongiana.